# Claude Véga
Pour les articles homonymes, voir Véga (homonymie).
Claude Véga, nom de scène de Claude Thibaudat, est un comédien, imitateur et humoriste français né le 2 juin 1930 à Paris (Seine) et mort le 11 avril 2022 dans la même ville.
Il s'est rendu célèbre dans les années 1950 en imitant les grandes voix du théâtre et du music-hall, aussi bien féminines que masculines, avant de rediriger sa carrière vers le théâtre dans les années 1990.

## Biographie

### Jeunesse et débuts
Claude Thibaudat naît dans le 6e arrondissement de Paris d’un père parisien et d’une mère provençale. Il fait des études commerciales en compagnie de François Truffaut. Après trois ans de cours d’art dramatique, il débute le jour même de son audition au Liberty's, le cabaret de Gaston Baheux, sous le nom de scène de Claude Véga en compagnie de Gilbert Bécaud, Jean Richard et Mick Micheyl.
Pendant son service militaire, on lui donne la permission de débuter au music-hall Bobino. Puis, ce sont des tournées en Belgique, Égypte, Afrique du Nord, Italie…

### Carrière d'imitateur
Claude Véga est connu pour être le père de l'imitation moderne. Il a inspiré toute une génération d'artistes comme Patrick Sébastien, Thierry le Luron ou Patrick Adler. En 1958, Claude Véga est à l'affiche des premières parties des spectacles de Charles Trenet, en 1961 d'Édith Piaf à l'Olympia pendant trois mois et enfin de Joséphine Baker à l'Olympia. Il commence en parallèle une carrière au théâtre en reprenant le rôle de François Périer dans la pièce Les J3, et obtient plusieurs rôles au cinéma : Paris Music Hall (1957) avec Charles Aznavour ; La marraine de Charley (1959) avec Fernand Raynaud ; Tout l'or du monde (1961) de René Clair ; Les Héritiers avec Jacqueline Maillan, Roger Pierre et Jean-Marc Thibault ; Le Chevalier de Pardaillan (1962) avec Gérard Barray. Dans Domicile conjugal (1969) de François Truffaut, il joue le rôle d'un voisin de Jean-Pierre Léaud et Claude Jade.
Il fait alors sa rentrée à Bobino avec Juliette Gréco, puis trois tournées consécutives avec Nana Mouskouri. Après avoir été l’une des vedettes de la Tête de l’Art, et à la suite de longues tournées à travers la France, l’Allemagne et la Belgique, Claude Véga fait un triomphe à Bobino, en 1973.
À la télévision, Edwige Feuillère en 1968, puis Maria Callas, en 1969, le demandent pour l’émission L'invité du dimanche. Il est un habitué des Top à... de Maritie et Gilbert Carpentier ; parmi les plus fameux auxquels il participe : Sacha Distel, Jacques Chazot, Jacqueline Maillan, Charles Aznavour, Dalida, Nana Mouskouri et surtout le Top à Claude Véga (27 avril 1974) qui obtient un taux d’écoute de 70 % et est diffusé deux fois la même année[réf. nécessaire].
Il revient au théâtre en 1974 dans une pièce de Jean-Michel Ribes, Odyssée pour une tasse de thé, qu’il joue au théâtre de la Ville. À la suite de cette pièce, il reprend de longues tournées et participe aux Numéro 1 de Nana Mouskouri, Jacqueline Maillan, Annie Cordy, Jean-Claude Brialy entre autres, tout en préparant son one man show qui triomphe au théâtre de la Renaissance en 1977. En 1978, il joue pour l'émission Au théâtre ce soir, Le Bon Numéro avec Jacques Fabbri et Marthe Villalonga, entre deux tournées où il présente au public de nouvelles imitations : Zouc, Renaud, Annie Girardot, Yves Montand, Annie Cordy, Claude Nougaro, Maria Pacôme et Michel Serrault.
Dans les années 1980, il participe aux émissions de télévision de Danièle Gilbert, de Christian Morin, de Guy Lux, de Patrick Sébastien et de Jean-Pierre Foucault. Il est alors « l'imitateur préféré » de Patrick Sébastien.

### Retour au théâtre
Pour le théâtre où il aspirait à revenir, Claude Véga joue en 1990 et 1991 Drôle de goûter à la Comédie de Paris, adaptée de textes de Boris Vian, puis en 1994 et 1995, La Source bleue de Pierre Laville, mise en scène par Jean-Claude Brialy, aux côtés de Rosy Varte et de Marina Vlady. En 1996, il joue au Cirque d’hiver dans la comédie musicale Piaf, je t’aime qui obtient deux nominations aux Molières. Il remporte un nouveau grand succès en 1998 et 1999 avec Sylvia, mise en scène par Lars Schmidt.
Le 26 février 2016, il est l'invité mystère de Laurent Ruquier qui lui rend hommage aux Grosses Têtes sur RTL.

### Le dessinateur
Claude Véga publie le livre Couleurs. La mémoire des autres en 2015 aux Éditions Ovadia, un ouvrage qui se présente sous forme de chroniques et d'anecdotes illustrées par l’auteur de dessins réalisés au crayon de couleurs.
La même année paraît chez Marianne Mélodie un CD « best of » reprenant des imitations et des sketches qu’il interprétait en scène.
En 2019 sort chez Elephant films classics le DVD Le meilleur de Claude Véga, à la réalisation duquel il participe activement.

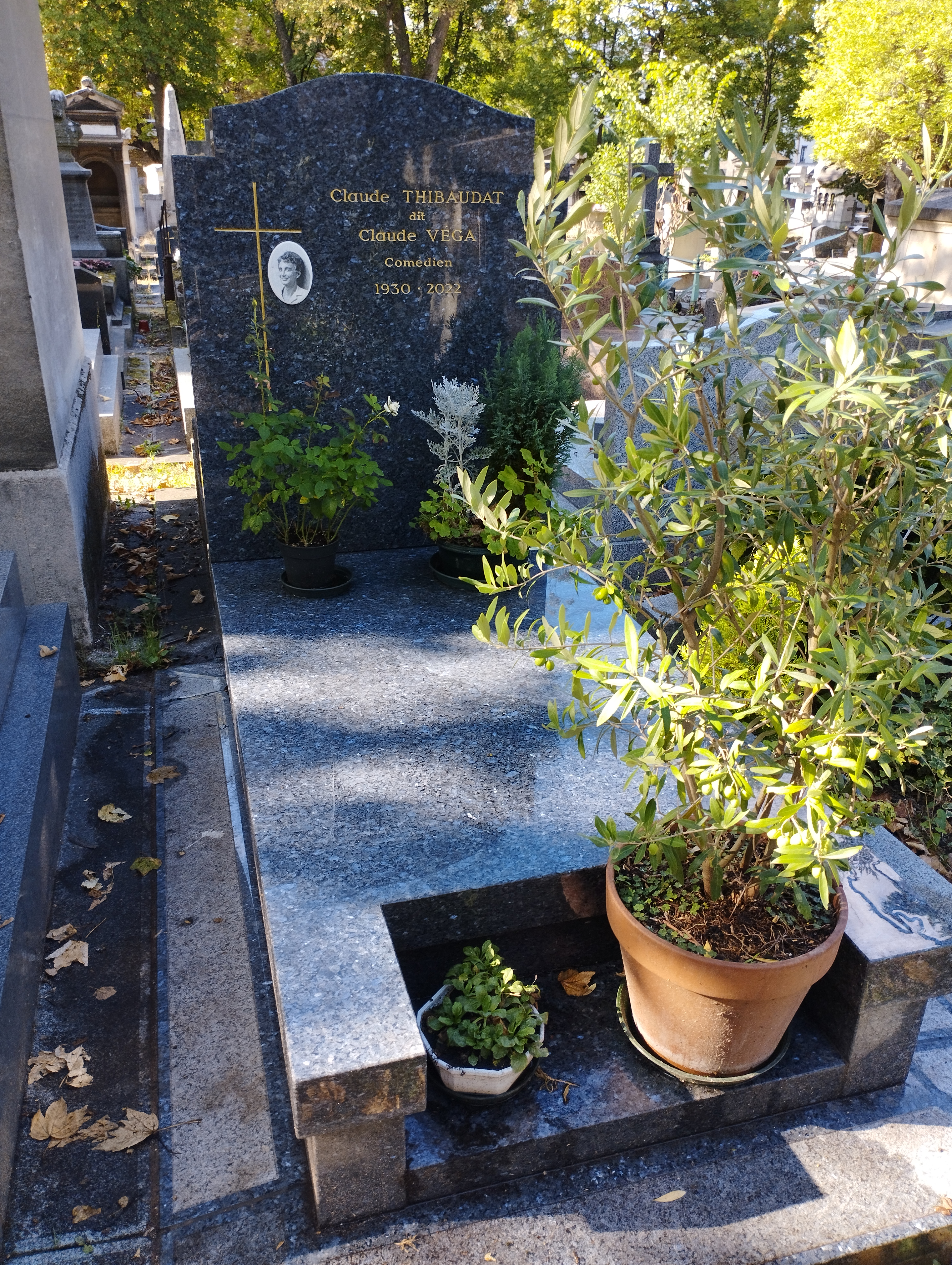
Tombe de Claude Véga au cimetière de Montmartre (division 24).

En 2020, les Éditions Ovadia publient un recueil de dessins réalisés entre 1982 et 2012 sous forme d'un calendrier perpétuel : L'intemporel.

### Mort
Claude Véga meurt à l'âge de 91 ans le 11 avril 2022 à Paris. Ses obsèques se déroulent le 22 avril 2022 en l'église Notre-Dame de Lorette en présence de quelques personnalités telles que Frédéric Mitterrand, Hervé Vilard, Delphine Bürkli et Frédéric Longbois. Il est inhumé au cimetière de Montmartre (division 24).
Le 11 avril 2023, une plaque lui rendant hommage est déposée sur la façade du 42, rue des Martyrs, à Paris, où il passa son enfance. 
Une exposition "Un comédien à la voix d'or" réalisée par sa compagne Arlette Goupy lui rend hommage en avril et mai 2023 à la mairie du 9ème arrondissement de Paris.

## Théâtre
- 1954 : Les J3 de Roger Ferdinand, mise en scène Jacques Baumer, théâtre de l'Ambigu.
- 1974 : L'Odyssée pour une tasse de thé de Jean-Michel Ribes, mise en scène de l'auteur, théâtre de la Ville.
- 1990 : Drôle de goûter d'après des textes de Boris Vian, mise en scène Gérard Maro, Comédie de Paris.
- 1994 : La Source bleue de Pierre Laville, mise en scène Jean-Claude Brialy, théâtre Daunou.
- 1996 : Piaf, je t'aime, Cirque d'hiver.
- 1998 : Sylvia d'A. R. Gurney, mise en scène Lars Schmidt.

## Filmographie

### Cinéma
- 1951 : Jamais deux sans trois d'André Berthomieu.
- 1960 : Les Héritiers de Jean Laviron.
- 1961 : Tout l'or du monde de René Clair.
- 1962 : Le Chevalier de Pardaillan de Bernard Borderie.
- 1969 : Domicile conjugal de François Truffaut.
- 1983 : Y a-t-il un pirate sur l'antenne ? de Jean-Claude Roy[11].

### Télévision
- 1978 : Au théâtre ce soir : Le Bon Numéro d'Eduardo De Filippo, mise en scène Jacques Fabbri, réalisation Pierre Sabbagh, théâtre Marigny.
- 1989 : Série : Juliette en toutes lettres  de Gérard Marx

## Discographie
En 2008, Claude Véga sort un CD d'imitations des années 1950.
En juillet 2015 paraît chez Marianne Mélodie un CD réunissant des imitations qu'il produisait sur scène, dont Maria Callas en direct de l'Olympia, mais aussi quelques parodies inédites.
Le 30 janvier 2019 paraît un DVD, Le Meilleur de Claude Véga, regroupant 31 sketchs en forme de compilation de ses meilleures imitations, extraites notamment des émissions de variétés de Maritie et Gilbert Carpentier.

## Publications
- Couleurs, la mémoire des autres, Éditions Ovadia, 2015 ; rééd. 2017.
- Carnets buissonniers, Éditions Ovadia, 2017.
- L'Intemporel, Éditions Ovadia, 2020, rééd. 2021[12].

## Distinctions
- Janvier 2010 :  Officier de l'ordre des Arts et des Lettres[13].